# Milne Bay (zatoka)
Milne Bay – obszerna zatoka w prowincji Milne Bay, na południowo-wschodnim krańcu Nowej Gwinei w państwie Papua-Nowa Gwinea. Mająca ponad 35 km długości i 15 km szerokości. Stanowi dogodne, głębokowodne kotwicowisko, otoczone od północy i południa gęsto zalesionym pasmem górskim Stirling, z wąskim bagnistym pasem wybrzeża zarośniętego mangrowiem i sago.
Nazwa zatoki pochodzi od nazwiska brytyjskiego admirała Alexandra Milne’a (1806–1896). Nadał ją w 1873 roku późniejszy kontradmirał (rear admiral) John Moresby (1830–1922).

## Historia
Zatoka odkryta została przez hiszpańskiego podróżnika i odkrywcę Luisa Torresa (1565–1610) w lipcu 1606 roku podczas wyprawy w poszukiwaniu Terra Australis Incognita.
Zbadał ją dokładniej komandor Owen Stanley (1811–1850), (RN) w roku 1850.
Podczas II wojny światowej w tym rejonie stoczona została w 1942 roku bitwa w Zatoce Milne’a, a od końca 1943 roku zatoka pełniła funkcję głównej bazy zaopatrzeniowej wojsk alianckich prowadzących walki na Nowej Gwinei, do czasu rozbudowy wysuniętej bazy w Finschhafen, co było możliwe po zakończeniu walk o półwysep Huon. 
Do stycznia 1944 roku w zatoce kotwiczyło około 140 statków i okrętów, co powodowało przeciążenie urządzeń przeładunkowych i magazynów bazy. Rozluźnienie nastąpiło po otwarciu portu w Finschhafen i znacznej rozbudowie bazy w Zatoce Milne’a. Głównym problemem na Nowej Gwinei była malaria, a w zatoce przypadków zachorowań było najwięcej.

## Galeria

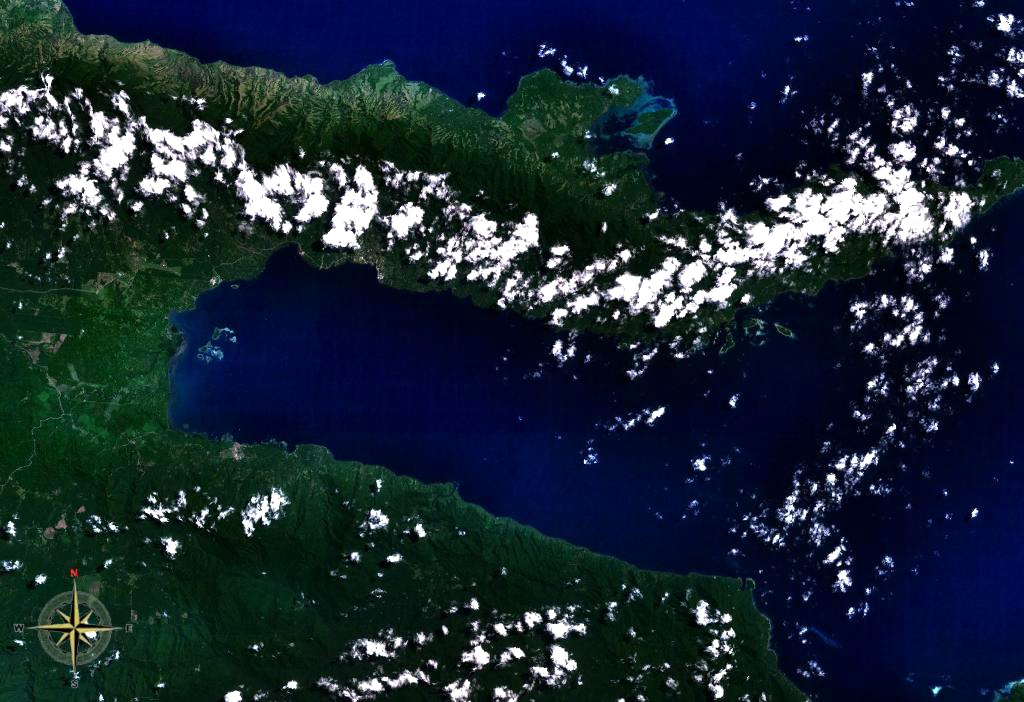
Zatoka Milne z Kosmosu
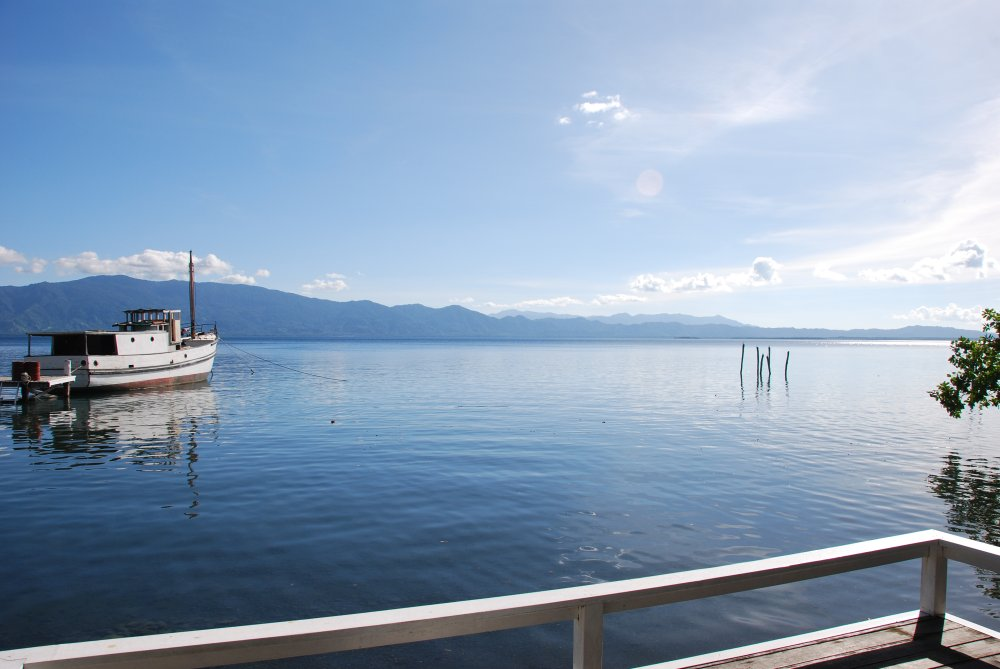
Widok zatoki z Alotau